# Красная (приток Оспы)
Красная — река в Новосибирской области России. Впадает в реку Оспа в 18 км от её устья по правому берегу. Длина реки составляет 21 км.
Правый приток — река Бура.

## Данные водного реестра
По данным государственного водного реестра России относится к Верхнеобскому бассейновому округу, водохозяйственный участок реки — Обь от Новосибирского гидроузла до впадения реки Чулым, без рек Иня и Томь, речной подбассейн реки — бассейны притоков (Верхней) Оби до впадения Томи. Речной бассейн реки — (Верхняя) Обь до впадения Иртыша.
Код объекта в государственном водном реестре — 13010200712115200007151.